# Kevin Welch

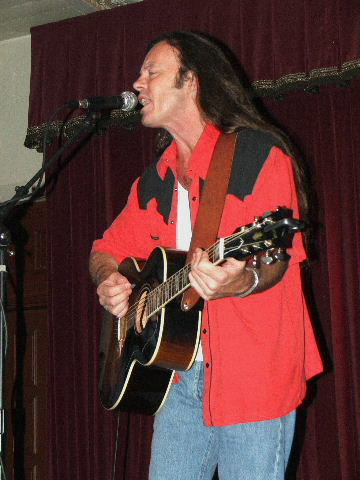
Kevin Welch in einem Café in Austin, Texas (2005)

Kevin Welch (* 17. August 1955 in Long Beach, Kalifornien) ist ein US-amerikanischer Country-Sänger.
Kevin Welch wuchs in Oklahoma auf. Er tourte schon als Jugendlicher mit verschiedenen Bands, bevor er 1978 nach Nashville zog, um als Songwriter zu arbeiten. Arrivierte Country-Sänger wie Ricky Skaggs, Steve Earle oder Don Williams verwendeten Material von ihm. Gleichzeitig war er mit seiner Band – The Overtones – in der lokalen Clubszene aktiv. Sein Bekanntheitsgrad wuchs, und er erhielt 1988 einen Plattenvertrag bei Warner Brothers.
1990 wurde das Album Kevin Welch eingespielt und zwei Jahre später Western Beat. Beide Alben waren von außergewöhnlicher Qualität, wurden von der Kritik hoch bewertet, verkauften sich aber nicht sonderlich gut. Warner Brothers entließ Welch daraufhin aus dem Vertrag.
1994 gründete er mit seinem langjährigen Weggefährten Kieran Kane sowie Tammy Rogers, Michael Henderson und Harry Stinson das Label Dead Reckoning Records. Im folgenden Jahr wurde Life Down Here On Earth und 1999 Beneath My Wheels produziert. Die Mehrzahl der Songs stammte von Kevin Welch selbst. 2002 wurde zusammen mit einigen dänischen Musikern das Album Millionaire eingespielt.
Kevin Welchs Musik war zu weit vom Mainstream entfernt, um ein Massenpublikum anzusprechen. Seine Songs waren aber weiterhin gefragt.

## Alben
- Kevin Welch (1990)
- Western Beat (1992)
- Life Down Here On Earth (1995)
- Beneath My Wheels (1999)
- Millionaire (2002)